# Европейская крысиная блоха
Европейская крысиная блоха, или крысиная блоха (лат. Nosopsyllus fasciatus) — разновидность блох, обитающая на домашних крысах и домовых мышах. Крысиные блохи — наружные паразиты, питающиеся кровью грызунов. Это наиболее широко распространенный представитель своего рода, возникший в Европе, но завезенный в регионы с умеренным климатом по всему миру.

## Описание
Nosopsyllus fasciatus имеет удлиненное тело длиной 3-4 мм. У неё есть ктенидий переднеспинки с 18-20 шипами (на первом грудном тергите), но отсутствует щечный ктенидий. У крысиной блохи есть глаза и ряд из трех щетинок под ними на голове. У обоих полов есть выступающий бугорок на передней части головы. Заднее бедро имеет три-четыре щетинки на внутренней поверхности.

## Патология
Хотя крысиная блоха в основном паразитирует на серой крысе (Rattus norvegicus), иногда наблюдалось её переселение на людей и диких грызунов. Является второстепенным переносчиком чумы, известна как переносчик крысиного цепня Hymenolepis diminuta в Южной Америке, Европе и Австралии.

## Галерея
|  |